# Адли Мансур
Адли Махмуд Мансур (арап. عدلي منصور; Каиро, 23. децембар 1945) је бивши вршилац дужности председника Египта, постављен 3. јула 2013. године након демонстрација које су довеле до свргавања дотадашњег председника Мурсија од стране египатске војске. Био је на месту председника врховног уставног суда Египта од 2013. године до 2016. године.

## Образовање
Рођен је у Каиру 23. децембра 1945.
Дипломирао је право на Универзитету у Каиру 1967. године, магистрирао 1969. године, а 1970. стекао докторат на подручју науке о менаџменту. После тога је студирао на француској Националној школи за администрацију и дипломирао 1977. године.

## Врховни уставни суд
Од 1992. године био је запослен у Врховном уставном суду. Касније је постао заменик председника Суда, да би га 1. јула 2013. године на место председника именовао председник Мурси, на тој функције је остао до јуна 2016. године.

## Вршилац дужности председника Египта
Почетком јула 2013. године широм Египта су избили протести којима се захтевао силазак Мухамеда Мурсија с места председника државе. Мурси је свргнут у државном удару 3. јула, након чега је министар одбране генерал Абдел Фатах Халил ел Сиси на телевизији објавио да је Мансуру додељена функција вршиоца дужности председника. Заклетву је положио пред Врховним уставним судом 4. јула. Мансур је 9. јула именовао Хазема ел Беблавија за новог премијера Египта.